# Alindria beckeri
Alindria beckeri là một loài bọ cánh cứng trong họ Trogossitidae. Loài này được Kuwert miêu tả khoa học năm 1891.